# Harry Hollingworth
Harry Levi Hollingworth, född 1880, död 1956, var en amerikansk psykolog. Han var gift med Leta Stetter Hollingworth.
Harry Hollingworth var verksam vid Columbia University, där han 1915 blev biträdande professor och 1922 professor. Hollingworth gjorde sig först känd som experimentalpsykolog på sinnes- och tankepsykologins områden men ägnade sig i sin senare forskning även åt pedagogisk psykologi. Hollingworth, som var medutgivare av Journal of General Psychology utgav bland annat The psychology of thought (1926), Vocational psychology (1931), Educational psychology (1933) och Psychology of the audience (1935).